# Атлетико Нью Оил
«Атлетико Нью Оил» (англ. Athlético New Oil) — бурундийский футбольный клуб из города Бужумбура. Домашней ареной клуба служит стадион «Интвари», вмещающий 22 тысячи зрителей.

## История
Клуб «Атлетико Олимпик» основан в 1989 году. Свой первый титул команда завоевала в 2000 году, когда стала обладателем Кубка Бурунди. Победы в чемпионате страны «Атлетико Олимпик» одерживал в 2004 и 2010 годах.
Дебют на международном уровне для команды состоялся в 2001 году. Тогда «Атлетико» сыграло в предварительном раунде Кубка обладателей кубков КАФ против руандийского клуба «Мукура Виктори Спортс» (3:1 по сумме двух матчей). В следующем раунде бурундийцы должны были сыграть с камерунским «Кумбо Страйкерс», однако отказались прибыть на первую игру, за что были дисквалифицированы с турнира. В 2010 году клуб принял участие в предварительном раунде Кубка Конфедерации КАФ против нигерийской «Варри Вулвз» (1:2 по сумме двух матчей). В 2012 году «Атлетико Олимпик» вновь уступило в предварительном раунде, однако на этот раз уже в Лиге чемпионов КАФ конголезской «Вите» (4:6 по сумме двух матчей). Свою последнюю кампанию на всеафриканском уровне клуб предпринял в 2016 году в рамках Кубка Конфедерации. В предварительном раунде «Атлетико Олимпик» обыграл коморский «Фомбони» (2:1), а в следующем раунде проиграл габонской «Мунане» (0:5).
Бурундийский клуб трижды принимал участие в Кубке КЕСАФА, где в 2012 и 2014 годах доходил до 1/4 финала.
По итогам сезона 2018/19 команда заняла место в зоне вылета, но избежала понижения из-за объединения с «Топ Джуниорс» из Каянза, которые добились повышения в классе. В новом сезоне клуб выступал уже под названием «Атлетико Академия». Своё нынешнее название «Атлетико Нью Оил» команда получила в 2021 году, после объединения с клубом «Нью Оил». По итогам сезона 2022/23 клуб занял предпоследнее 15 место и вылетел из высшего дивизиона.
Одним из самых известных игроков клуба является Шабани Нонда, дебютировавший за клуб в 15 лет, а впоследствии игравший за «Монако» и «Рому», а также защищал цвета сборной ДР Конго.

## Достижения
- Чемпион Бурунди: 2004, 2010
- Вице-чемпион Бурунди: 2009, 2011/12, 2012/13, 2016/17, 2021/22
- Обладатель Кубка Бурунди: 2000
- Финалист Кубка Бурунди: 2010/11, 2014/15

## Последние результаты
| Сезон   | Див. | Место | Кубок       | Суперкубок |
| ------- | ---- | ----- | ----------- | ---------- |
| 2008    | I    | 4     |             |            |
| 2009    | I    | 2     |             |            |
| 2010    | I    | 3     |             |            |
| 2010/11 | I    | 1     | Финалист    | Финалист   |
| 2011/12 | I    | 2     | 3 место     | Финалист   |
| 2012/13 | I    | 2     |             |            |
| 2013/14 | I    | 6     | 1/8 финала  |            |
| 2014/15 | I    | 5     | Финалист    | Финалист   |
| 2015/16 | I    | 7     | 1/32 финала |            |
| 2016/17 | I    | 2     | 1/2 финала  |            |
| 2017/18 | I    | 11    | 1/8 финала  |            |
| 2018/19 | I    | 15    | 1/16 финала |            |
| 2019/20 | I    | 13    | 1/4 финала  |            |
| 2020/21 | I    | 12    | 1/16 финала |            |
| 2021/22 | I    | 2     | 1/8 финала  |            |
| 2022/23 | I    | 15    | 1/8 финала  |            |

## Участие международных турнирах

### В турнирах КАФ
| Сезон | Турнир                       | Этап    | Соперник              | Дома           | Гости          | Общий          |
| ----- | ---------------------------- | ------- | --------------------- | -------------- | -------------- | -------------- |
| 2001  | Кубок обладателей кубков КАФ | Предв.  | Мукура Виктори Спортс | 3-0            | 0-1            | 3-1            |
| 2001  | Кубок обладателей кубков КАФ | 1 раунд | Кумбо Страйкерс       | тех. поражение | тех. поражение | тех. поражение |
| 2010  | Кубок Конфедерации КАФ       | Предв.  | Варри Вулвз           | 1-1            | 0-1            | 1-2            |
| 2012  | Лига чемпионов КАФ           | Предв.  | Вита                  | 4-1            | 0-5            | 4-6            |
| 2016  | Кубок Конфедерации КАФ       | Предв.  | Фомбони               | 2-0            | 0-1            | 2-1            |
| 2016  | Кубок Конфедерации КАФ       | 1 раунд | Мунана                | 0-2            | 0-3            | 0-5            |

### В турнирах КОСАФА
| Сезон | Турнир               | Этап       | Соперник             | Счёт      |
| ----- | -------------------- | ---------- | -------------------- | --------- |
| 2005  | Клубный Кубок КЕСАФА | Группа     | Элман                | 3-2       |
| 2005  | Клубный Кубок КЕСАФА | Группа     | Район Спорт          | 0-5       |
| 2005  | Клубный Кубок КЕСАФА | Группа     | Симба (Дар-эс-Салам) | 0-0       |
| 2005  | Клубный Кубок КЕСАФА | Группа     | Вилла                | 0-2       |
| 2012  | Клубный Кубок КЕСАФА | Группа     | Янг Африканс         | 2-0       |
| 2012  | Клубный Кубок КЕСАФА | Группа     | АПР                  | 0-0       |
| 2012  | Клубный Кубок КЕСАФА | Группа     | Аль-Салам            | 5-0       |
| 2012  | Клубный Кубок КЕСАФА | 1/4 финала | Вита                 | 1-2       |
| 2014  | Клубный Кубок КЕСАФА | Группа     | АПР                  | 0-1       |
| 2014  | Клубный Кубок КЕСАФА | Группа     | Гор Махиа            | 1-0       |
| 2014  | Клубный Кубок КЕСАФА | Группа     | Кампала Сити Коунсил | 0-1       |
| 2014  | Клубный Кубок КЕСАФА | Группа     | Джибути Телеком      | 2-1       |
| 2014  | Клубный Кубок КЕСАФА | 1/4 финала | Полис                | 0-0 (8-9) |